# 坂井市立三国西小学校
坂井市立三国西小学校（さかいしりつ みくににししょうがっこう）は、福井県坂井市三国町にある公立小学校。

## 沿革
- 1968年（昭和43年）- 新保・浜四郷の両小学校を統合し三国町立三国西小学校として開校
- 1995年（平成7年）- 体育館、管理棟の大規模改修工事
- 2006年（平成18年）3月20日 - 市町村合併に伴い、坂井市立三国西小学校に名称変更
- 2009年（平成21年）- 体育館耐震工事実施
- 2010年（平成22年）- 教室校舎耐震工事実施

## 通学区域
- 新保・横越・下野・西野中・山岸・黒目・米納津・沖野々・ニュータウン黒目・ポートタウン・パープルタウン黒目[1]

## 進学先中学校
- 市立三国中学校[1]

## アクセス
- 京福バス16系統「川西・三国線」で「三国西小学校前」下車すぐ。

## 著名な卒業生
- 長久玲奈 （元AKB48チーム8）